# ستيف سيلفستر (لاعب كرة قدم أمريكية)
ستيف سيلفستر (بالإنجليزية: Steve Sylvester)‏ هو لاعب كرة قدم أمريكية أمريكي، ولد في 4 مارس 1953 في سينسيناتي في الولايات المتحدة.

## وصلات خارجية
- ستيف سيلفستر على موقع مرجع كرة القدم المحترفة.كوم (الإنجليزية)